# Olympische Sommerspiele 1896/Schwimmen – 100 m Matrosenschwimmen (Männer)
Der Schwimmwettkampf über 100 Meter Freistil für Matrosen bei den Olympischen Spielen 1896 in Athen wurde am 11. April ausgetragen. Der Wettkampf fand in der Bucht von Zea statt. Teilnahmeberechtigt für diesen Wettbewerb waren nur Matrosen der griechischen Marine der im Hafen von Piräus liegenden Kriegsschiffe. Von elf gemeldeten „Sportlern“ traten nur drei an. Olympiasieger wurde der Grieche Ioannis Malokinis vor seinem Landsmann Spyridon Chazapis. 
Mit einem Schiff wurden die Schwimmer auf das offene Meer hinaus gebracht, wo sich zwischen zwei Bojen der Start befand. Die Athleten schwammen zum Ufer, wo die Ziellinie mit einer roten Fahne markiert war.

## Ergebnisse
| Rang | Athlet            | Nation       | Zeit       |
| ---- | ----------------- | ------------ | ---------- |
| 1    | Ioannis Malokinis | Griechenland | 2:20,4 min |
| 2    | Spyridon Chazapis | Griechenland | unbekannt  |
| 3    | Dimitrios Drivas  | Griechenland | unbekannt  |